# Équipe de Zanzibar de football
Cet article traite de l'équipe masculine. Pour l'équipe féminine, voir Équipe de Zanzibar féminine de football.
Maillots
L'équipe de Zanzibar de football est constituée par une sélection des meilleurs joueurs zanzibarien sous l'égide de la Fédération de Zanzibar de football.

## Histoire
Zanzibar est un membre associé de la CAF, ne participant ni à la Coupe d'Afrique des nations de football ni à la Coupe du monde de football. Néanmoins, Zanzibar a participé aux éliminatoires de la CAN 1962, mais n'a pas réussi à se qualifier. Après la fusion de Zanzibar et du Tanganika pour former la Tanzanie en 1964, Zanzibar n'a plus participé aux éliminatoires de la CAN.
Le 16 mars 2017, la Fédération de Zanzibar de football est officiellement reconnue comme membre à part entière de la Confédération africaine de football ; néanmoins, ce statut est révoqué en juin 2017, les statuts de la CAF interdisant deux associations pour un seul et même pays.

L'équipe de Zanzibar est l'un des signes de la large autonomie dont bénéficie l'archipel au sein de la Tanzanie.

## Palmarès

### Parcours enCoupe d'Afrique
- 1962 : Tour préliminaire

### Coupe CECAFA des nations
- Vainqueur en 1995
- Finaliste en 2017
- Troisième en 2005, 2009, 2012
- Quatrième en 1979, 1982, 1987, 1990

### FIFI Wild Cup
- 2006 : Finaliste

### Coupe ELF
- 2006 : Troisième

### VIVA World Cup
- 2012 : Troisième

## Personnalités de l'équipe de Zanzibar de football

### Entraineurs
| Nom                                | Période       |
| ---------------------------------- | ------------- |
| Gheorghe Dungu                     | 1972–1974     |
| Oliver Pocher (en)                 | 2005–2006     |
| Abdel-Fattah Abbas                 | 2006–2008     |
| Souleymane Sané                    | 2008–2011     |
| Stewart Hall (football coach) (en) | 2010          |
| Hemed Suleiman                     | 2012          |
| Hemed Suleiman                     | 2017-2021     |
| Hababuu Ali Omar                   | 2021-en cours |

### Présidents
| Nom                 | Période         |
| ------------------- | --------------- |
| Ali Ferej Tamim     | 1997-2017       |
| Ravia Idarous Faina | 2017-2019       |
| Seif Kombo Pandu    | 02/06/2019-2021 |